# Chris Henderson (piłkarz)
Christopher „Chris” Henderson (ur. 11 grudnia 1970 w Edmonds, w stanie Waszyngton) – piłkarz amerykański grający na pozycji pomocnika. Jest starszym bratem Seana Hendersona, również piłkarza i zawodnika m.in. Colorado Rapids i Seattle Sounders.

## Kariera klubowa
Henderson ukończył Cascade High School w mieście Everett i grał w lokalnej drużynie szkolnej. Następnie w latach 1989-1991 uczęszczał na University of California, Los Angeles i był członkiem tamtejszego zespołu UCLA Bruins. Międzyczasie rozegrał jeden sezon (w 1989 roku) w Seattle Storm w lidze Western Soccer League.
Po ukończeniu uniwersytetu Henderson w latach 1991-1994 grał wyłącznie w reprezentacji Stanów Zjednoczonych. W 1994 roku trafił do niemieckiego drugoligowca, FSV Frankfurt, w którym przez rok strzelił 8 goli. Przez drugą połowę 1995 roku grał w norweskim Stabæk Fotball.
W 1996 roku Henderson podpisał kontrakt z nowo powstałą ligą Major League Soccer i w 1996 roku został wybrany w drafcie przez drużynę Colorado Rapids. W pierwszym sezonie otrzymał tytuł MVP w swojej drużynie. W 1999 roku odszedł do Kansas City Wizards. W 2000 roku wystąpił w wygranym 1:0 przez Wizards finale MLS Cup z Chicago Fire.
W 2001 roku Henderson odszedł z Kansas City do Miami Fusion. Tam grał przez rok i wywalczył kolejne trofeum w karierze - MLS Supporters' Shield. W 2002 roku odszedł z klubu i ponownie został wybrany w drafcie przez zespół Colorado Rapids, w którym grał do 2005 roku. Łącznie w barwach tego klubu rozegrał 178 meczów, zaliczył 53 asysty i zdobył 120 punktów.
W maju 2005 roku Henderson trafił do Columbus Crew, w którym grał do końca roku. W 2006 roku ponownie zmienił klub i został piłkarzem Red Bull New York. W sezonie 2006 grał w każdym meczu Red Bulla, a pod koniec roku zakończył karierę piłkarską.
| Sezon   | Klub                | Kraj              | Rozgrywki             | Mecze | Bramki |
| ------- | ------------------- | ----------------- | --------------------- | ----- | ------ |
| 1994/95 | FSV Frankfurt       | Niemcy            | 2. Fußball-Bundesliga | 24    | 8      |
| 1995    | Stabæk Fotball      | Norwegia          | Tippeligaen           | ?     | ?      |
| 1996    | Colorado Rapids     | Stany Zjednoczone | Major League Soccer   | 29    | 3      |
| 1997    | Colorado Rapids     | Stany Zjednoczone | Major League Soccer   | 30    | 7      |
| 1998    | Colorado Rapids     | Stany Zjednoczone | Major League Soccer   | 28    | 2      |
| 1999    | Kansas City Wizards | Stany Zjednoczone | Major League Soccer   | 30    | 3      |
| 2000    | Kansas City Wizards | Stany Zjednoczone | Major League Soccer   | 31    | 9      |
| 2001    | Miami Fusion        | Stany Zjednoczone | Major League Soccer   | 25    | 3      |
| 2002    | Colorado Rapids     | Stany Zjednoczone | Major League Soccer   | 28    | 11     |
| 2003    | Colorado Rapids     | Stany Zjednoczone | Major League Soccer   | 26    | 4      |
| 2004    | Colorado Rapids     | Stany Zjednoczone | Major League Soccer   | 29    | 3      |
| 2005    | Colorado Rapids     | Stany Zjednoczone | Major League Soccer   | 8     | 1      |
| 2005    | Columbus Crew       | Stany Zjednoczone | Major League Soccer   | 21    | 2      |
| 2006    | Red Bull New York   | Stany Zjednoczone | Major League Soccer   | 32    | 3      |

## Kariera reprezentacyjna
W reprezentacji Stanów Zjednoczonych Henderson zadebiutował 8 kwietnia 1990 roku w wygranym 4:1 towarzyskim meczu z Islandią. W tym samym roku został powołany przez selekcjonera Boba Ganslera do kadry na Mistrzostwa Świata we Włoszech i był najmłodszym zawodnikiem w drużynie. Na Mundialu był rezerwowym i nie rozegrał żadnego spotkania. W 1992 roku wystąpił z kadrą olimpijską na Igrzyskach Olimpijskich w Barcelonie. Od 1990 do 2001 roku rozegrał w kadrze narodowej 79 meczów i zdobył 3 gole.